# Mandy Walker
Mandy Walker (* 1963 in Bundoora nahe Melbourne, Victoria) ist eine preisgekrönte australische Kamerafrau. Sie stand u. a. bei Lantana, Australia, Hidden Figures – Unerkannte Heldinnen, Zwischen zwei Leben und Elvis hinter der Kamera.

## Leben und Karriere
Walker begann ihre Laufbahn in der Filmindustrie im Alter von 18 Jahren nach der High School mit Kursen des Schauspielers und Akademikers John Flaus. Später drehte sie eigenständige Studentenfilme, kleinere Dokumentarfilme und Musikvideos, unter anderem mit dem gebürtigen Melbourner Kameramann und Regisseur Ray Argall. Argall war es dann auch, der sie für sein Kinofilmdebüt als Regisseur für das Drama Die Rückkehr im Jahr 1989 engagierte. Der Film kam 1990 in die Kinos und führte 1993 bei der Filmproduktion Eight Ball zu einer weiteren Zusammenarbeit mit Ray Argall. Im Jahr 1996 fotografierte Mandy Walker die Bilder für Kathryn Millards Filmdrama Parklands mit Cate Blanchett in der Hauptrolle. Ihre Kameraarbeit für Parklands wurde mit mehreren Preisen ausgezeichnet, unter anderem mit dem AACTA Award in der Kategorie Best Cinematography in a Non-Feature Film. Weitere Filmaufträge in den 1990er Jahren waren Love Serenade mit Miranda Otto sowie ihre Beiträge zu den Filmdramen Life für Regisseur Lawrence Johnston und The Well für Regisseurin Samantha Lang. Für letzteren erhielt sie Nominierungen vom Film Critics Circle of Australia Awards und dem Australian Film Institute.
Im Jahr 2000 arbeitete sie für die Regisseurin Shirley Barrett für deren Komödie Walk the Talk, bevor sie 2001 für das Mystery-Drama Lantana von Regisseur Ray Lawrence in der Besetzung Anthony LaPaglia, Geoffrey Rush und Barbara Hershey als Kamerafrau tätig war. Für den Film Lantana gewann sie den Award of Distinction der Australian Cinematographers Society. Ein Jahr später im Jahr 2002 fotografierte sie Paul Goldmans Sportlerdrama Australian Rules, 2003 das Historiendrama Lüge und Wahrheit - Shattered Glass mit Hayden Christensen für den sie eine Nominierung für den Independent Spirit Award bekam. Im Jahr 2008 folgte mit dem Filmepos Australia mit Nicole Kidman und Hugh Jackman in den Hauptrollen die zweite Zusammenarbeit mit dem Regisseur Baz Luhrmann, mit dem sie 2004 bereits gemeinsam an dem Kurzfilm Chanel N°5: The Film gearbeitet hatte. Für das Filmdrama Australia erhielt sie zahlreiche weitere Auszeichnungen, unter anderem den Satellite Award 2008. Darüber hinaus wurde sie 2008 mit dem Hollywood Film Award als Cinematographer of the Year geehrt.
Für Regisseur Daniel Barnz fotografierte sie 2011 dessen Fantasydrama Beastly mit den Schauspielern Alex Pettyfer, Vanessa Hudgens und Mary-Kate Olsen. Noch im gleichen Jahr arbeitete sie an der Fantasyhorrorfilmproduktion Red Riding Hood – Unter dem Wolfsmond der Regisseurin Catherine Hardwicke. 2013 entstand unter ihrer Kameraführung der Film Spuren für den sie weitere Ehrungen und Filmpreise erhielt. Darunter Nominierungen des Australian Film Institute, des Asia Pacific Screen Awards und des Australian Film Critics Association Awards. Geehrt wurde sie mit dem Award der Australian Cinematographers Society und FCCA Award des Film Critics Circle of Australia Awards in der Kategorie Best Cinematography.
Seit 1999 ist Walker Mitglied der Australian Cinematographers Society. Seit 2011 gehört sie der American Society of Cinematographers an, zu deren Präsidentin sie 2025 als erste Frau gewählt wurde.
2022 gewann sie als erste Frau den Preis für die beste Kameraarbeit bei den AACTA Awards. Im Mai 2025 wurde bekannt, dass Walker als erste Frau die Präsidentschaft der American Society of Cinematographers übernimmt.

## Auszeichnungen (Auswahl)
- 1996: Nominierung für den AACTA Award des Australian Film Institute in der Kategorie Best Cinematography in a Non-Feature Film für Parklands
- 1997: Ehrung mit dem Award of Distinction der Australian Cinematographers Society in der Kategorie Fictional Drama Shorts - Cinema & TV für Parklands
- 1997: Nominierung für den AACTA Award des Australian Film Institute in der Kategorie Best Achievement in Cinematography für The Well
- 1998: Nominierung mit dem FCCA Award der Film Critics Circle of Australia Awards in der Kategorie Best Cinematography für The Well
- 2001: Nominierung mit dem IF Award in der Kategorie Best Cinematography für Lantana
- 2002: Nominierung mit dem FCCA Award der Film Critics Circle of Australia Awards in der Kategorie Best Cinematography für Lantana
- 2002: Nominierung mit dem FCCA Award der Film Critics Circle of Australia Awards in der Kategorie Best Cinematography für Australian Rules
- 2002: Ehrung mit dem Award of Distinction der Australian Cinematographers Society in der Kategorie Feature Productions Cinema für Lantana
- 2004: Nominierung mit dem Independent Spirit Award in der Kategorie Best Cinematography für Lüge und Wahrheit - Shattered Glass
- 2008: Ehrung mit dem Satellite Award in der Kategorie Best Cinematography für Australia
- 2008: Ehrung mit dem SLFCA Award  der St. Louis Film Critics Association, US in der Kategorie Best Cinematography für Australia
- 2008: Ehrung mit dem Vision Award  der Women in Film Lucy Awards
- 2008: Ehrung mit dem Hollywood Film Award in der Kategorie Cinematographer of the Year
- 2008: Nominierung für den Awards Circuit Community Award in der Kategorie Best Cinematography für Australia
- 2008: Nominierung für den CFCA Award des Chicago Film Critics Association Awards in der Kategorie Best Cinematography für Australia
- 2009: Ehrung mit dem FCCA Award der Film Critics Circle of Australia Awards in der Kategorie Best Cinematography für Australia
- 2013: Nominierung für den Asia Pacific Screen Award in der Kategorie Achievement in Cinematography für Spuren
- 2014: Ehrung mit dem NSW & ACT Gold Award der Australian Cinematographers Society in der Kategorie Features – Cinema für Spuren
- 2015: Ehrung mit dem FCCA Award der Film Critics Circle of Australia Awards in der Kategorie Best Cinematography für Spuren
- 2015: Nominierung für den AFCA Award der Australian Film Critics Association Awards in der Kategorie Best Cinematography für Spuren
- 2022: Ehrung mit dem AACTA Award des Australian Film Institute in der Kategorie Best Cinematography für Elvis
- 2023: Nominierung für den Oscar in der Kategorie Best Cinematography für Elvis

## Filmografie (Auswahl)

### Kino
- 1990: Die Rückkehr (Return Home)
- 1990: As the Mirror Burns
- 1993: Eight Ball
- 1996: Parklands
- 1996: Love Serenade
- 1996: Life
- 1997: The Well
- 2000: Walk the Talk
- 2001: Lantana
- 2002: Australian Rules
- 2003: Lüge und Wahrheit - Shattered Glass (Shattered Glass)
- 2008: Australia
- 2011: Beastly
- 2011: Red Riding Hood – Unter dem Wolfsmond (Red Riding Hood)
- 2013: Spuren (Tracks)
- 2015: Der Moment der Wahrheit (Truth)
- 2015: Jane Got a Gun
- 2016: Hidden Figures – Unerkannte Heldinnen (Hidden Figures)
- 2017: Zwischen zwei Leben – The Mountain Between Us (The Mountain Between Us)
- 2020: Mulan
- 2022: Elvis
- 2025: Schneewittchen (Snow White)

### Fernsehen
- 1992: Everyman (Fernsehdokumentarserie, 1 Episode)
- 1997: Raw FM (Fernsehserie, 1 Episode)
- 2013: Gilded Lilys (Fernsehfilm)
- 2014: Only Human (Fernsehfilm)

### Kurz- und Dokumentarfilme
- 1988: A.I.D.S., Not Adults Only (Kurzdokumentarfilm)
- 1992: Koorie Culture, Koorie Control (Kurzdokumentarfilm)
- 1994: Bernie’s Magic Moment (Kurzfilm)
- 2004: Chanel N°5: The Film (Kurzfilm)
- 2019: The Debriefing (Kurzfilm)